# Morcheeba

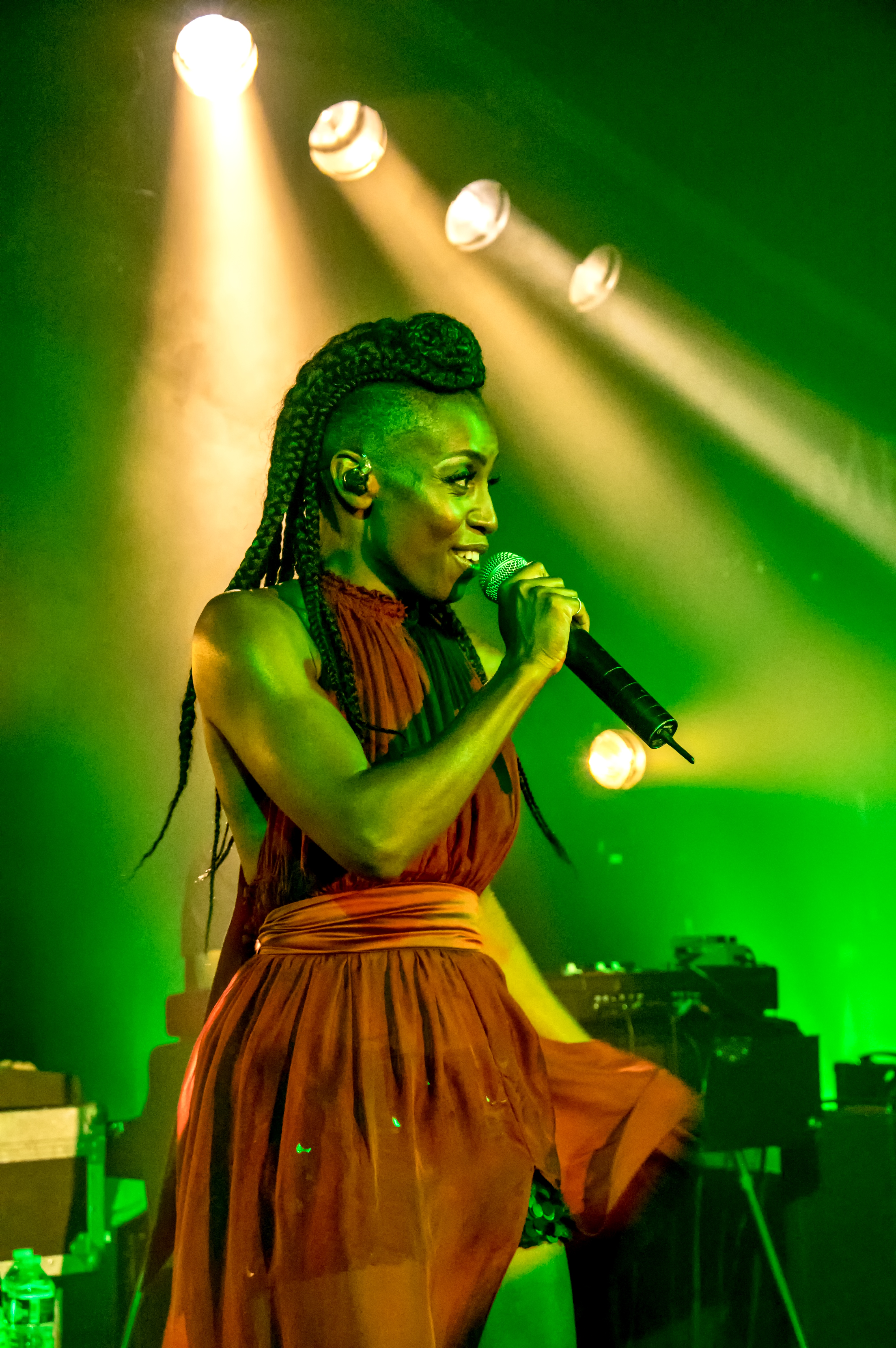
Morcheeba, Zelt-Musik-Festival 2018 Freiburg, Alemania

Morcheeba es una banda británica que mezcla influencias de trip hop, rock, folk rock y downtempo. A mediados de 1990, los hermanos Godfrey (el DJ Paul Godfrey y el multinstrumentista Ross Godfrey) se unieron a Skye Edwards como vocalista. 
Cinco álbumes más tarde, en el 2003, Edwards dejó la banda. En el 2005 Morcheeba grabó otro álbum junto a Daisy Martey (anteriormente parte de la banda Noonday Underground) para reemplazar a Edwards como vocalista. 
La voz de Edwards se había vuelto una parte integral del sonido de Morcheeba, y la nueva cantante tuvo que afrontar duras críticas tanto de parte de los fanes como de los críticos de música. En los últimos shows en vivo los hermanos Godfrey habían reemplazado a Martey con otra vocalista, Jody Sternberg. 
En 2009, Skye Edwards retornó a la formación, y desde entonces ha lanzado dos nuevos discos con ella: Blood Like Lemonade y Head Up High.
La canción más famosa de Morcheeba es Rome Wasn't Built in a Day.

## Discografía

### Álbumes
- Who Can You Trust? (1996)
- Big Calm (1998)
- Fragments of Freedom (2000)
- Charango (2002)
- The Antidote (2005)
- Dive Deep (2008)
- Blood Like Lemonade (2010)
- Head Up High (2013)
- Blaze Away (2018)
- Blackest Blue (2019)
- Escape the Chaos (2025)

### Álbumes recopilatorios y otros
- Beats & B-Sides (1996)
- La Boule Noire (1998)
- Back to Mine (2001)
- Parts of the Process (The Very Best of Morcheeba) (2003) - #6 UK[2] UK: Oro
- The Platinum Collection (2005)
- Get Mashed (by Kool DJ Klear) (2005)
- The Works: A 3 CD Retrospective (2007)

### Sencillos
- "Trigger Hippie" (1996)
- "Never an Easy Way" (1996)
- "Tape Loop" (1996)
- "The Music That We Hear (Moog Island)" (1997)
- "Shoulder Holster" (1997)
- "The Sea" (1998)
- "Blindfold" (1998)
- "Let Me See" (1998)
- "Part of the Process" (1998)
- "Summertime" (1998)
- "Rome Wasn't Built in a Day" (2000)
- "Be Yourself" (2000)
- "World Looking In" (2001)
- "Otherwise" (2002)
- "Way Beyond" (2002)
- "Undress Me Now" (2002)
- "What's Your Name" (feat. Big Daddy Kane) (2003)
- "Wonders Never Cease" (2005)
- "Lighten Up" (2005)
- "Everybody Loves a Loser" (2005)
- "Enjoy the Ride" (2008)
- "Gained the World" (2008)
- "Even Though" (2010)
- "Blood Like Lemonade" (2010)
- "Gimme Your Love" (2013)

## Curiosidades
- "Never an Easy Way" se utilizó en la secuencia de apertura del episodio "Passion" (temporada 2, episodio 17) de Buffy the Vampire Slayer, en parte bajo la voz en off narrativa del personaje de Ángel/Angelus (interpretado por David Boreanaz).
- "Everybody Loves a Loser" se presentó en la primera temporada de la serie de televisión, Hung, y fue incluida en la banda sonora emitida en junio de 2010.
- "Be Yourself" fue versionada por los 5 mejores concursantes de décima temporada de American Idol. La grabación se utilizó en el programa semanal del comercial de Ford.
- "Let It Go" se utilizó en los créditos finales del episodio "Hasta Hartarse" (temporada 5, episodio 10), de la serie animada de televisión "Daria", producida por la cadena "MTV".